# 林信太郎 (官僚)
林 信太郎（はやし しんたろう、1921年8月7日 - 2008年8月28日）は、元ジャスコ副会長。元通産官僚。実家は食料品店。

## 略歴
- 大阪府大阪市出身[1]。大阪府立高津中学校 (旧制)夜間を経て、1940年4月に満州建国大学入学
- 1944年12月 関東軍歩兵幹部教育隊卒業（恩賜賞）、教育隊付け教官。のち日本陸軍少尉。
- 1946年1月 京都帝国大学経済学部入学
- 1947年4月 京大卒後、高等文官試験行政科に合格、商工省入省。鉱山局嘱託
入省同期に、和田敏信（通産次官）、増田実（通産審議官）、森口八郎（通産審議官）など。
- 1949年2月 大阪商工局機械課
この頃、産業政策の観点よりミシン工業の問題への取り組みを著し、それを発展させてのちに機械産業の輸出競争力を高める方策を論じた「日本機械輸出論」で1961年に経済学博士号をとった[2]。
- 1952年1月 通産省通商機械局
- 1953年10月 大臣官房企画室
- 1955年8月 通商局農水産課
- 1957年4月 通商局経済協力課長補佐
- 1959年4月 大臣官房調査課長補佐
- 1960年7月 大臣官房企画室長補佐
- 1961年2月 ジェトロハンブルクセンター産業調査員
- 1962年12月 ジェトロデュッセルドルフセンター産業調査員
- 1964年9月 企業局商務課長
中小商店の流通合理化のためにボランタリー・チェーン推進策をとる。
- 1966年7月 大臣官房企画室長
- 1967年8月 大臣官房調査課長
- 1968年10月 鉱山石炭局鉱政課長
- 1970年7月25日 兼開発課長
- 1971年4月 通商局国際経済部長
- 1972年6月 日本銀行政策委員会政策審議委員
のちにこの時の経験を基に、公定歩合を引き締めても、貸出利率は引き上げ預金利率は据え置いているため過剰に中小金融機関を保護している点に鑑みて、中小零細企業などに政策の力点の比重を移すべきだと新聞紙上で苦言を呈した[2]。
- 1973年7月 公害保安局長（のちの立地公害局長）
- 1974年6月18日 大臣官房付
高級官僚のオキテである勇退勧告を蹴って官房付けに降格したことが「たった一人の反乱」として新聞紙上などで話題となる[2][3]。
- 1976年8月10日 退官。東京工業大学講師
- 1976年10月1日 ジャスコ顧問
岡田卓也の強い誘いで入社。通産官僚の流通業界への入社は、元中小企業庁長官の樋詰誠明が大丸副社長となった例を除けば、初めてだった[2]。
- 1976年10月21日 副社長（長期ビジョン策定など総合企画担当）
- 1984年6月 副会長（1988年6月まで）
- 日本ボランタリーチェーン協会会長・理事長
- 日中人材交流協会会長・理事長
- 2008年8月28日 急性腎不全のために死去[1]。87歳没。

## 参考書籍
- 朝日新聞 1976年4月25日付8面、8月11日付18面、10月13日付3面、11月16日付夕刊3面
- 『通産省』（川北隆雄、講談社現代新書、1991年3月）pp.21-22